# Glafirídeos
Glafirídeos (Glaphyridae) é uma família de coleópteros da superfamília Scarabaeoidea.

## Subfamílias
- Glaphyrinae MacLeay, 1819
- Amphicominae Blanchard, 1845
- † Cretoglaphyrinae Nikolajev, 2005